# Gerhard Schröder (Politiker, 1659)

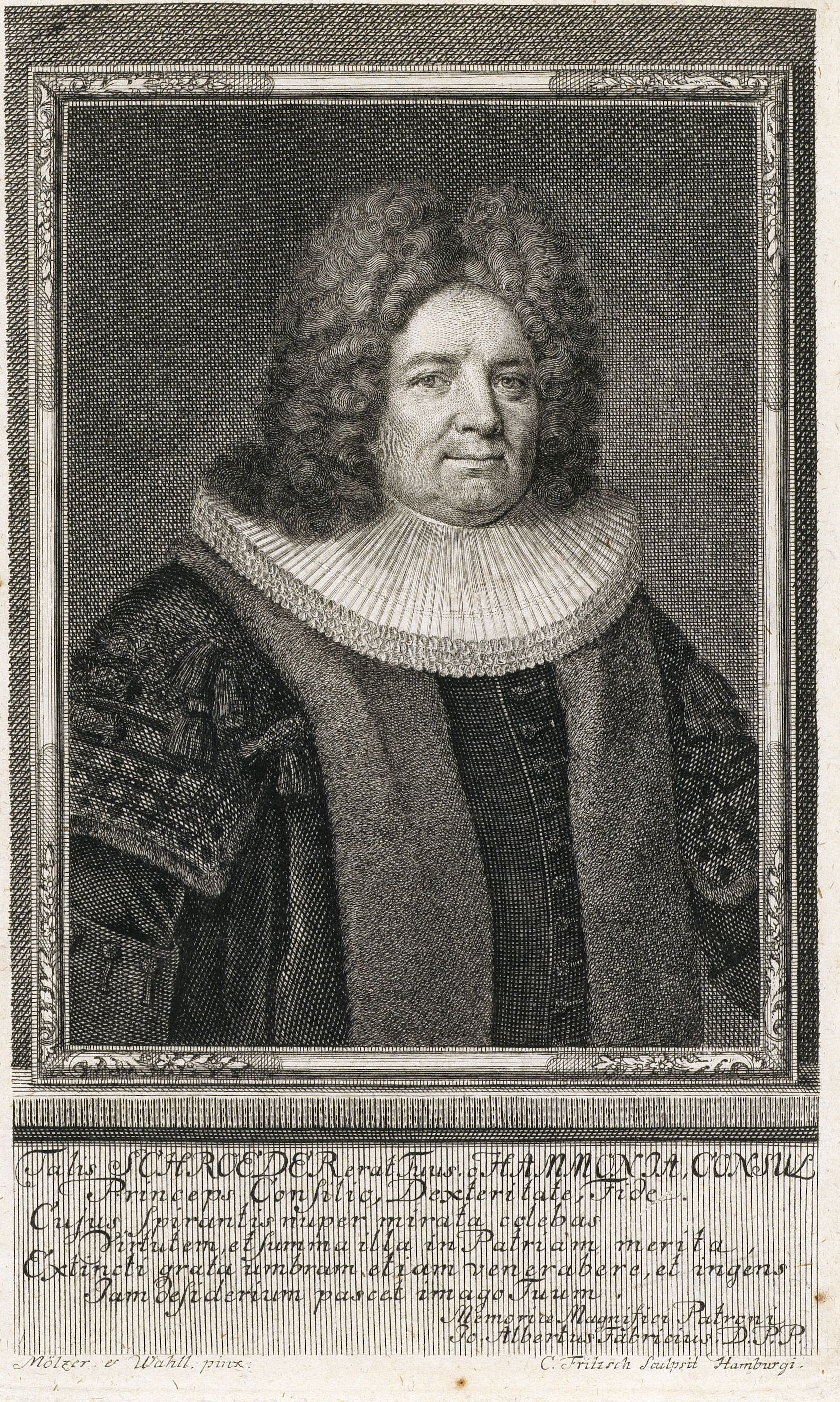
Gerhard Schröder (Stich von Christian Fritzsch 1723)

Gerhard Schröder (* 12. August 1659 in Hamburg; † 28. Januar 1723 ebenda) war ein deutscher Jurist und Bürgermeister der Hansestadt Hamburg.

## Leben
Gerhard Schröder war der Sohn eines Hamburger Kaufmanns. Er studierte zunächst Theologie an den Universitäten Wittenberg und Rostock. Er wechselte in Rostock sein Studienfach zu den Rechtswissenschaften. Dieses Studium setzte er 1682 in Leipzig fort und wurde an der Universität Altdorf 1685 zum Doktor beider Rechte promoviert. Eine längere Grand Tour schloss sich an. In der Nähe von Mailand wurde ein Mordanschlag auf ihn verübt, die Kugel prallte jedoch an seiner gut gefüllten Geldbörse ab und blieb wirkungslos. Nach dieser Reise wurde Schröder Advokat in Hamburg. Trotz seines Abstands von den bürgerlichen Unruhen Ende des 17. Jahrhunderts in Hamburg wurde er von der Hamburger Bürgerschaft 1698 in verfassungswidriger Weise in den Hamburger Senat gewählt. Er nahm die Wahl erst 1699 an, als auch der Senat ihn seinerseits erwählte. Als Ratsherr bewährte sich Schröder derart, dass er bereits 1703 zum Bürgermeister bestimmt wurde. Nach seinem Tod wurde ihm vom Senat eine Denkmünze geprägt. Georg Philipp Telemann komponierte anlässlich seines Todes eine Trauermusik (Ach wie nichtig, ach wie flüchtig; Uraufführung 4. Feb. 1723 und Wiederaufführung am 4. März 1723 im Hamburger Drillhaus).
Gerhard Schröder war schriftstellerisch sowohl rechtshistorisch wie genealogisch wirksam. Zahlreiche seiner Manuskripte im Hamburger Stadtarchiv verbrannten jedoch beim Hamburger Brand (1842).
Der Hamburger Bürgermeister Rütger Rulant III. (1665–1742) war sein Schwager.

## Schriften
- Fasti Proconsulares et Consulares Hamburgenses sive series continua duplex chronologica atq; alphabetica Dominorum Proconsulum Consulumque Reip. Inclytae Hamb. ab A. C. MCCXCIX ad MDCCIX cui adjuncta est per eorundem temporum decursum Dnn. Syndicorum, Physicorum ac Secretariorum ejusdem Reip. accurata Recensio, Typis Reumanninianis, Hamburg 1709
- Fasti Pro-Consulares & Consulares Hamburgenses, Secundis curis Auctiores Ab a. C.M.CCXCII. ad MDCCX., Spiring, Hamburg 1710 (Digitalisat der SUB Göttingen)